# Encuesta web
Una encuesta web es una encuesta electrónica realizada en Internet a partir de las respuestas aportadas por los usuarios en un determinado sitio web.

## Tipos
Existen varios tipos de [encuesta]]s web.

### Encuestas tradicionales en formato web
Son encuestas con múltiples preguntas: 
- Con la temática principal de la encuesta
- Para conocer a quien contesta y poder obtener resultados de la encuesta por segmentos de población (edad, empleo, etc.).
- Para contrastar la fiabilidad de las respuestas principales, por ejemplo, con preguntas y respuestas cerradas muy parecidas

Este tipo de encuesta requiere bastante tiempo y voluntad de los encuestados para responder. Hay algunos servicios de encuestas profesionales en línea que incluso fomentan los votos a una encuesta a través del pago de pequeñas cantidades a los que contestan.

### Mini encuestas web
Son encuestas destinadas a conseguir una opinión sobre un tema muy concreto y a través de una o dos preguntas como mucho. No requieren de demasiado tiempo de quién responde. En función de la actualidad y relevancia de la pregunta se consiguen muchas respuestas de los internautas en muy poco tiempo. Los periódicos deportivos, las publican a montones y algunas llegan hasta los 50.000 votos en un día. Es común hablar de votos en vez de respuestas en este tipo de encuestas dado que las preguntas ofrecen normalmente respuestas cerradas y los usuarios 'votan' estas respuestas. Además, estos sistemas ofrecen a los usuarios una visión inmediata de la cantidad de votos recibidos para cada respuesta.

## Fiabilidad
En el caso de encuestas a través de internet existe preocupación acerca de la fiabilidad de la encuesta. En las encuestas tradicionales la fiabilidad de la encuesta la ofrece la fiabilidad de la empresa contratada para realizar encuestas y la de sus empleados. Conseguir respuestas de ciudadanos inventados, duplicados o suplantados es posible. Igual pasa en las encuestas web. La mayoría de encuestas permiten realizar a un mismo usuario más de una respuesta o votación a una misma encuesta. Hay algunos sistemas para paliar esta posibilidad:
- Recordar el voto del usuario. Muchos sistemas de prevención de votos múltiples funcionan poniendo una cookie en el navegador del usuario para recordar que éste ya ha votado sobre una encuesta. La contrapartida es que si otro miembro de la familia quiere votar no puede. Se puede contrarrestar este sistema limpiando las cookies del navegador.
- Recordar el ordenador del usuario. Hay sistemas que graban la dirección IP del ordenador del 'votante' y lo asocian a una votación para prevenir que se vote diversas veces desde ese ordenador. Se puede contrarrestar esta medida consiguiendo una nueva IP para el ordenador. Esto no es sencillo, sin embargo este sistema es muy restrictivo dado que impediría más de un voto desde una empresa o sede que tuviera salida a internet usando un sistema 'proxy' (todos los ordenadores de esa sede usan la misma IP en internet).
- Identificar el usuario. Si el usuario es obligado a tener una cuenta en el sistema de votación y entrar con su usuario o password para votar, se puede controlar que este no vote diversas veces sobre una encuesta. Este sistema es muy poco usado... hay muchos sitios web que ofrecen encuestas y los usuarios no quieren tener que crear una cuenta para cada sistema de voto.

## Implementación

### Software in-house
La mayoría de periódicos, semanales, revistas digitales importantes tienen su propio software de encuestas en línea. Aparte de posibilitar a sus lectores ofrecer su opinión y que vean qué opinan el resto de lectores son más y más los que luego publican los resultados de las votaciones digitales en su edición papel.
Crear este tipo de software no es trivial si la encuesta debe recibir miles de votos, dado que requiere de mucha disponibilidad y un buen sistema de base de datos.

### Servidores de votos (widgets de mini encuestas)
Cada vez hay más gadgets o widgets que dan ese tipo de servicio en línea. El editor de la web que desea tener en su web o blog una mini encuesta en línea puede acudir a uno de esos sitios, registrarse, crear sus encuestas y copiar con un sencillo (copia y pega) la encuesta y pegarla en su página web. Eso delega todo el sistema de votación y resultados a la empresa que da el servicio.